# 九子夺嫡
九子夺嫡，又稱九王夺嫡，是指清朝康熙皇帝的儿子们争夺皇位的历史事件。当时康熙存活下来的儿子有24个，其中有九个参与了皇位的争夺。这九个儿子分别是：大阿哥胤禔、二阿哥胤礽（太子）、三阿哥胤祉、四阿哥胤禛、八阿哥胤禩、九阿哥胤禟、十阿哥胤䄉、十三阿哥胤祥、十四阿哥胤禵。其中胤礽為康熙帝原配妻子孝誠仁皇后親生，因此備受寵愛，康熙帝曾下旨賜封其為皇太子。但康熙帝為中國史上在世較久的君主（終年68歲），享有松柏之壽，導致胤礽雖至不惑仍無法即位，使其失去耐心，父子感情生變。胤礽開始放縱自己，康熙帝見太子品德有失端正，實不能為未來新君，因此心灰意冷，下詔廢黜胤礽太子之位。其他皇子見儲君寶座出缺，於是開始拉攏盟友，競逐皇位，是為九子奪嫡之始。至雍正帝統治時代，清朝政府確立「秘密立儲制度」，即由皇帝秘密指定儲君人選，並將寫有儲君姓名的詔書收藏於乾清宮「正大光明」匾額之後，待皇帝駕崩後由大臣取出詔書，將新任君主之名昭告天下。
奪嫡分為三個階段：早期、中期和後期。早期共有九個皇子奪嫡（故稱「九子奪嫡」），但中期部分皇子勢力不足而轉而支持其他皇子（九阿哥胤禟、十阿哥胤䄉、 十四阿哥胤禵支持八阿哥，十三阿哥胤祥支持四阿哥），所以大致上共分出五個黨派：大千歲黨、太子黨、三爺黨、四爺黨和八爺黨。後期其中前三個逐漸落敗，轉而支持最後仍堅持住的四爺黨和八爺黨。最終康熙帝皇四子雍亲王胤禛取胜告终。

## 过程
康熙一生中唯一長大成人的嫡子只有皇太子胤礽（二阿哥），胞兄承祜四歲早殤夭折。胤礽成人後骄纵蛮横，急於繼位。康熙四十七年（1708年）九月，发生了帐殿夜警事件，九月初四，康熙在木兰围场布林哈苏台行宫以“不法祖德，不遵朕训，惟肆恶虐众，暴戾淫乱”下詔废太子。因此從此之后，其他庶子开始爭奪皇太子之位。大阿哥胤禔為庶长子，在太子初次被廢後，曾上書要求處死胤礽，手足相殘之意，令皇帝极为失望。而後三阿哥胤祉告发大阿哥胤禔曾行魇镇加害廢太子胤礽之事，康熙遂囚禁胤禔，並革爵。而八阿哥胤禩與大阿哥胤禔結黨，所以也有謀害過廢太子胤礽的意圖，並對張明德欲行刺廢太子胤礽知情不奏，所以康熙曾經非常厭棄八阿哥胤禩。而馬齊、佟國維、胤禔等人都曾向眾大臣高官抬舉辛者庫良妃所生八阿哥為儲君人選，所以康熙帝說了：「倡言欲立胤禩為皇太子殊屬可恨，朕於此不勝忿恚」。康熙四十八年（1709年）三月，康熙帝恢复太子胤礽之位。康熙五十一年（1712年）九月，因不遵父訓結黨，因此再次下诏废太子。八阿哥胤禩转而擁立十四阿哥胤禵（四阿哥同母弟），九阿哥、十阿哥附庸八阿哥。十三阿哥胤祥附庸四阿哥胤禛。胤禛在太子胤礽首次被废時，挺身为其辯白。太子二度被废之后，胤禛領悟胤礽此生絕無复立之機，遂开始謀劃己方勢力，窺伺储君之位。形成了以胤禛为首的四爷党和以胤禩为首的八爷党两大势力。 
康熙六十一年（1722年），康熙病故于畅春园，当时八爷党支持的十四阿哥胤禵远在西北征戰，四阿哥胤禛留京。康熙近臣九門提督隆科多（胤禛養母佟妃之弟，胤禛稱之為「舅舅隆科多」）宣布康熙遗嘱宣胤禛继承皇位，是为雍正帝。九子夺嫡以康熙帝皇四子雍亲王胤禛取胜告终。

## 结党
對於皇子，此處只列舉奪嫡（或幫助奪嫡）的幾個兒子，關於康熙所有的兒子，請見康熙帝#子。其他皇子並未參與奪嫡，原因可能在於對皇位並無興趣，或者身有殘疾，或者幼年早夭。

### 大千歲黨
大千歲党在胤禔遭到囚禁後归属于八爺黨一派。
- 长子胤禔（1672年－1735年），惠妃生，皇长子，康熙三十七年（1698年）被封为直郡王[4]，“大千岁党”之首。
  - 非皇子：明珠、余國柱、佛倫

### 太子党
- 太子胤礽（1674年－1725年），孝诚仁皇后生，榮妃扶養，皇太子，“太子党”之首。
  - 非皇子：索額圖、格尔芬、阿尔吉善、苏尔特、哈什太、萨尔邦阿、杜默臣、阿进泰、苏赫陈、倪雅汉、齐世武、托合齊、耿額、鄂繕。

### 三爷党
三爷党在退出奪嫡舞台後後归属于皇太子一派。
- 三子胤祉（1677年－1732年），荣妃生，皇三子 ，康熙三十七年（1698年）被封为诚郡王，次年九月因在敏妃丧百日中剃头，降贝勒。四十八年三月，晋诚亲王，“三爷”。
  - 非皇子：陈梦雷

### 四爷党
注：康熙五十一年前四爷党归属于皇太子一派，康熙五十一年皇太子第二次被废除后从中分出。
- 四子胤禛（1678年－1735年），德妃生，皇后佟佳氏（隆科多之姐）抚养，康熙三十七年（1698年）被封为贝勒，康熙四十八年（1709年）被封为雍亲王，後登基為雍正帝[5]。四爷党之首。
  - 十三子胤祥（1686年－1730年），敏妃生，（德妃抚养），雍正元年（1723年）被封为怡亲王，四爷党。
  - 十六子胤禄（1695年－1767年），王密嫔（汉人）生，雍正元年继庄亲王博果铎后并晋封亲王，四爷党。
  - 十七子胤礼（1697年－1738年），陈勤妃（汉人）生，雍正元年晋封果郡王，六年封亲王，四爷党。
  - 二十一子胤禧（1711年－1758年），陈熙嫔（汉人）生，四爷党。
  - 二十四子胤祕（1716年－1773年），陈穆嫔（汉人）生，四爷党。
  - 非皇子：年羹堯、隆科多、張廷玉、尹繼善、李光地、李衛、衍潢、蔡珽、博爾多、田文鏡、戴鐸、鄂爾泰、策棱、馬齊、馬武。

### 八爺黨
- 八子胤禩（1681年－1726年），良妃（？－1711年）生，惠妃抚养，康熙三十七年（1698年）受封为多罗贝勒，雍正元年（1723年）被封為为廉亲王，“八爷党”之首。
  - 九子胤禟（1683年－1726年），宜妃生，康熙四十八年三月被封为贝子，八爷党。
  - 十子胤䄉（1683年－1741年），温僖贵妃（孝昭仁皇后之妹）生，康熙四十八年（1709年）封敦郡王，八爷党。
  - 十四子胤禵（1688年－1755年），德妃生，康熙四十八年三月封固山贝子，雍正元年五月封多罗郡王，八爷党。
  - 十五子胤禑（1693年－1731年），王密嫔（汉人）生，八爷党。
  - 非皇子：福全、满都护、景熙、吴尔占、苏努、阿布兰、佟国维、延信、马齐、阿灵阿、揆叙、王鸿绪、阿尔松阿、鄂伦岱、何焯、秦道然、张廷枢、普奇、马尔齐哈、常明、徐元梦、巴海、法海、查弼纳、萧永藻、高成龄。

## 相關影視作品
- 《大內群英》，1980年香港麗的電視劇集。
- 《滿清十三皇朝》，1987至1992年香港亞洲電視劇集。
- 《九王奪位》，1995年香港亞洲電視劇集。
- 《雍正王朝》，1997年中国中央电视台劇集。
- 《步步驚心》，2011年湖南廣播電視台劇集。
- 《宮鎖心玉》，2011年湖南衛視劇集。
- 《傾城絕戀》，2012年河南電視劇頻道劇集
- 《食為奴》，2014年無綫電視劇集

### 引用
1. ↑  《聖祖仁皇帝實錄》卷之二百三十五康熙四十八年正月二十二日，康熙帝諭滿漢諸臣曰：…所以拘執皇太子(胤礽)者，因其獲戾於朕耳，並非欲立胤禩為皇太子而拘執之也。皇太子(胤礽)獲罪之處虛誣者甚多，今馬齊、佟國維與允禔為黨，倡言欲立胤禩為皇太子，殊屬可恨，朕於此不勝忿恚，況胤禩乃縲絏罪人、其母又係□族，今爾諸臣乃扶同偏徇保奏胤禩為皇太子，不知何意？豈以胤禩庸劣無有知識，倘得立彼則在爾等掌握中，可以多方𥳽弄乎？如此則立皇太子之事皆由於爾諸臣、不由於朕也，且果立胤禩，則胤禔必將大肆其志，而不知作何行事矣！朕悉睹其情形，故命亟釋廢太子胤礽。朕聽政四十九年包容之處甚多，惟於茲事忿恚殊甚，朕原因氣忿成疾…。諭曰：馬齊原不諳事，此數年中起自微□，歷陞至大學士，其處心設慮無恥無情但務貪得，朕知之已久早欲斥之，乃潛窺朕意而蓄是心殊為可惡，理應立斬，以為眾戒，朕因任用年久不忍即誅，著即交胤禩嚴行拘禁。李榮保著免死，照例枷責，亦聽胤禩差使。馬武著革職，其族中職官及在部院人員，俱革退，世襲之職亦著除去，不准承襲。…
2. ↑  《聖祖仁皇帝實錄》康熙五十三年十一月，康熙帝諭諸皇子：「胤禩係辛者庫□婦所生，胤禩自幼心高陰險，聽相面人張明德之言，遂大背臣道，覓人謀殺二阿哥胤礽，舉國皆知，胤禩殺害二阿哥胤礽，未必念及朕躬也。朕前患病諸大臣保奏八阿哥胤禩…仍望遂其初念與亂臣賊子等結成黨羽密行險奸，謂朕年已老邁歲月無多及至不諱，伊曾為人所保，誰敢爭執，遂自謂可保無虞矣，朕深知其不孝不義情形，即將所遣太監馮遣朝等於朕所御帷幄前，令眾環視，逐一夾訊，伊已將黨羽鄂倫岱、阿靈阿盡皆供出。自此，朕與胤禩父子之恩絕矣，朕恐後日，必有行同狗彘之阿哥仰賴其恩為之興兵搆難，逼朕遜位而立胤禩者，若果如此，朕惟有含笑而歿已耳，朕深為憤怒。特諭爾等眾阿哥，俱當念朕慈恩遵朕之旨，始合子臣之理，不然，朕日後臨終時必有將朕身置乾清宮而爾等執刃爭奪之事也。胤禩因不得立為皇太子恨朕切骨，胤禩之黨羽亦皆如此」。
3. ↑  阎崇年：《清宫疑案正解》
4. ↑  康熙三十七年（1698年）三月，康熙帝第一次分别册封成年诸皇子为郡王、贝勒，其中：封皇长子胤禔为多罗直郡王，皇三子胤祉为多罗诚郡王，皇四子胤禛、皇五子胤祺、皇七子胤佑、皇八子胤禩，俱为多罗贝勒。
5. ↑  康熙四十八年（1709年）封爵的上谕：自去年九月不幸事出多端，朕深怀愧愤，惟日增郁结，以致心神耗损、形容憔悴势难必愈，于是概观众人，不过为寻常虚语，袭用空文，此外别无良法。惟贝勒胤祉特至朕前，奏称皇父圣容如此清减，不令医人诊视，进用药饵，徒自勉强耽延，万国何所倚？赖臣等虽不知医理，原冒死择医，令其日加调治因，痛哭陈请。爰于十一月十八日始用医药时，皇太子已经开释，遂亦同竭力侍昼夜不懈，今朕之剧疾业已全愈。从前朕之诸子，所以不封以王爵者，良恐幼年贵显，必至骄泰恣意而行，故封爵不逾贝勒，此亦朕予之以进勉之路也。今见承袭诸王、贝勒、贝子日耽宴乐，不事文学，不善骑射，一切不及朕之诸子，又招致种种匪类于朕诸子间，肆行其谗谮交擅机谋百出，凡事端之生，皆由五旗而起，朕天性不嗜用刑威，不加穷究，即此辈之幸矣。兹值复立皇太子大庆之日胤祉、胤禛、胤祺俱著封为亲王，胤祐、胤䄉俱著封为郡王，胤禟、胤祹、胤祯著封为贝子，尔衙门即传谕旨，察例议奏，特谕。康熙四十八年三月初十日